# Progress 1
Progress 1 (Russisch: Прогресс 1) was een Russische onbemande ruimtevlucht aan het eind van de jaren 70. Het doel van deze vlucht was het bevoorraden van ruimtestation Saljoet 6. Deze geslaagde vlucht markeert een mijlpaal in de geschiedenis van de ruimtevaart. Voor de eerste keer bracht een onbemand en volledig geautomatiseerd vrachtschip voorraden naar de bemanning van een ruimtestation.

## Specificaties

### Afmetingen en gewicht
De Progress was geen nieuw ontwerp, maar een uitgebreid gewijzigde versie van de Sojoez. De Progress 1 was iets zwaarder dan een Sojoez en woog in totaal 7020 kg. Zonder eigen brandstof woog het geheel 6520 kg. 
Het grote voordeel zit in de gewichtsbesparing. Omdat er geen bemanning meereist, is geen omvangrijke en zware apparatuur noodzakelijk om deze in leven te houden. Een hitteschild is eveneens overbodig, hetgeen ook veel gewicht scheelt. Hierdoor stijgt de nuttige lading aanzienlijk.
Het totaal aan meegenomen vracht tikte aan op 2300 kg, waaronder 1000 kg brandstof. De hoogte bedroeg 7,48 m (van koppeltaster tot basis 7,94 m, van koppelaansluiting tot basis 6,98 m) en het toestel kon maximaal 30 dagen aangekoppeld blijven. Maximale vluchtduur op eigen kracht was 3 à 4 dagen.

### Experimenteermodule
De module voor het uitvoeren van proeven werd gewijzigd. Het beschikte nu over een rek met snelkoppelingen bevestigde containers. Deze ruimte was hermetisch van de rest van het schip afgesloten, zodat de stationsbemanning vrij toegang had en woog als geheel 2520 kg, waarvan 1340 kg vracht.
Het had een koppelingstunnel van 22 cm lengte; de koppelingssonde (koppeltaster) mat 50 cm lengte (deze sonde stak bij nadering in een opening van de Saljoet-koppelingskraag, waarna het bezoekende schip de sonde weer introk en aldus de Sojoez of Progress naar het station trok en zodoende een veilige verbinding tussen beide schepen zekerde). Verder beschikte het over het "Igla" koppelingssysteem (dat geen onbesproken reputatie had na alle ellende met Sojoez 15). De module was 2,98 m hoog met een maximale diameter van 2,26 m, een kleinste diameter van 1,35 m en een inhoud van 4 m³. Bruto volume was 6,6 m³ en werd op een druk van 1 bar gehouden bij een temperatuur variërend tussen 3 en 30° C.  

### Terugkeercapsule
De terugkeercapsule werd geschrapt en vervangen door een nieuw ontworpen module die de vier brandstoftanks en relatief lichte pompen herbergde. Verder herbergde deze module enkele lucht- en stikstoftanks om de tanks onder druk te houden.

### Motorvermogen
Het toestel was op eigen kracht in staat om maximaal 200 m/sec te versnellen. De stuwkracht bedroeg 4,09 kN. De naderingsmanoeuvre werd gecontroleerd door 14 stuurraketjes met een stuwkracht van 10 kg en 8 kleinere met ieder een stuwkracht van 1 kg.

## Vracht

### Overheveling van brandstof
Ten behoeve van de voortstuwing beschikte Saljoet 6 over zes tanks: drie voor de brandstof en de andere drie voor de opslag van oxidatiemiddel (in de ruimte is immers geen lucht). In tegenstelling tot zijn Amerikaanse tegenhanger Skylab had de Saljoet 6 een raketmotor (stuwkracht: 300 kg) om zijn baan op te krikken, als die door voortdurende wrijving te laag werd, of te manoeuvreren als een Sojoez of Progress in aantocht was. Indien door onderhoud (bijvoorbeeld een tank die moest worden gespoeld) deze motor niet kon worden gebruikt, gebruikte men hier de motoren van het vrachtschip voor. De Progress moest aankoppelen aan het achterste koppelingsluik, want daar bevonden zich de leidingen voor overbrengen van vloeistoffen. 
Als het vrachtschip bij het achterste koppelingsluik aanmeerde, werden de leidingen voor overpompen van brandstof en oxidatiemiddel aangesloten. Vóór het overpompen bedroeg de druk in de Saljoet-tanks ± 20 bar. Normaliter zou de Progress daarom moeten worden uitgerust met extra krachtige, zware pompen om die tegendruk te overwinnen. Dit betekende echter dat het toestel flink wat minder vracht kon meenemen.
De Russen bedachten echter een trucje, waardoor het overhevelen geen zware pompen vereiste. In plaats daarvan pompten ze het stikstofdrukgas in de Saljoet-tanks voor brandstof en oxidatiemiddel terug in de voorraadflessen, voordat het tanken begon. Vervolgens spoelden de kosmonauten de tank uit met helium. Hiervoor benutten ze een driefasige draaistroommotor met een vermogen van 1 kW. Deze werd van stroom voorzien door de Saljoet's zonnepanelen via een wisselstroom-omzetter. Daarna konden ze de door het vrachtschip aangevlogen vloeistoffen, die aan boord van de Progress waren opgeslagen onder een druk van 2½ à 3 bar, overpompen naar het ruimtestation tot een maximale druk van 7 bar.
Eventuele in leidingen achtergebleven brandstof- en oxidatiemiddelresten blies men door pompen naar buiten, om te voorkomen dat deze over de wand van het station zouden lopen na loskoppelen van het vrachtschip en deze zou aantasten.

### Werkschema
Op de eerste dag na koppeling maakte de stationsbemanning de tanks aan boord van de Saljoet stikstofvrij en controleerden of de brandstofleidingen goed waren afgedicht. De daaropvolgende dag gebruikten ze om de pompen te testen. Op dag drie en vier pompten ze de brandstof over, waarna ze tankpakkingen en leidingen opnieuw controleerden. Pas daarna werd het oxidatiemiddel overgepompt. Vervolgens bliezen ze de leidingen weer schoon.

### Andere vracht
Behalve brandstof bracht Progress 1 diverse goederen naar de bemanning. Op de lijst stonden luchtzuiveringsfilters, ventilatoren en apparatuur voor absorptie van CO2. Naast drinkwater en vruchtensap kregen de kosmonauten tevens gympakken en zwaartekrachtspakken (om het lichaam weerstand te bieden, zodat niet alle spieren degenereren. Dit veroorzaakt grote problemen bij terugkeer naar de Aarde). Instrumentarium voor wetenschappelijke proeven, film, extra overlevingsapparatuur, veiligheidsriemen voor de stoelen, een nieuwe TV, en nieuwe batterijen. Dat laatste voor een sterrenglobe.

## Verloop van de vlucht

### Lancering pas na extra inspectie
De Progress 1 werd gelanceerd op 20 januari 1978 met een Sojoez draagraket vanaf Bajkonoer. Het kwam in een omloopbaan die het eens in de 91,3 minuten doorliep, met een perigeum van 329 km en een apogeum van 348 km. De inclinatie bedroeg 51,59°.
Dit ging overigens niet zonder slag of stoot: door de problemen die Sojoez 25 ondervond tijdens zijn mislukte koppelpogingen, vertrouwden de Russen het station niet meer voor 100%. Mogelijk liep hun Saljoet 6 schade op tijdens deze manoeuvres. Daarom meerde Sojoez 26 aan bij het andere (achterste) koppelingsluik en verrichtte de bemanning onmiddellijk een inspectie van het voorste koppelingsluik. Alles leek normaal, maar voor de zekerheid voerde een der kosmonauten ook een ruimtewandeling uit om de buitenkant te inspecteren en zo mogelijke onaangename verrassingen tijdens aankoppelen van Progress 1 uit te sluiten. Alles bleek in orde. 

### Aankomst
Het vrachtschip bereikte zijn bestemming twee dagen later en voerde op 22 januari een geslaagde automatische koppeling uit met het station, hoewel de bemanning gereed stond om in te grijpen indien noodzakelijk.

### Ontkoppeling en terugkeer
Nadat de kosmonauten het vrachtschip hadden gevuld met afval, gebruikte het robottoestel op commando van de grond zijn raketmotor om de Saljoet 6 in een hogere baan te brengen. Op 6 februari ontkoppelde Progress 1 van het station, om op 8 februari tijdens zijn terugkeer in de dampkring te verbranden.
In de jaren daarna volgden nog tientallen vluchten met deze onbemande vrachtschepen.